# Møllerfæste
Møllerfæstet, som var den mest almindelige form for møllevirksomhed i middelaldern i Danmark, var en slags forpagtning af en mølle, hvortil hørte visse arbejdstjenester for herremanden, men mølleren skulle passe møllen og var derfor friere stillet end de andre hovbønder. Møllebrug var i perioder med gunstige konjunkturer for kornproduktion et indbringende erhverv og mange møllebrug tilkøbte landbrugsjord. Der findes en del eksempler på, at der i tilknytning til en mølle var store hartkorn, fx var Unnerupgaard med 14Tdr. Hartkorn og 180 Tønder land den største gård i Blistrup Sogn i slutningen af 1800-tallet. .
Mølleren skulle som andre fæstere svare herremanden den i fæstet fastsatte landgilde og hoveri. Fx hørte der til fæsteforpligtelsen for mølleren i Vented ved Knabstrup 1 årlig rejse til København og 1 rejse til Kalundborg for Knabstrup Gods med vogn til marked. De øvrige fæstegårde i Vented/Bakkerup havde 2 sådanne rejser om året. 
Når det i fæstebrevet ofte hed, at mølleren uden bekostning for hovedgården skulle sørge for (gratis) formaling af fint mel til godsets hushold var det en del af hoveriafløsningen.  
Flere samtidige vidnesbyrd peger i retning af, at mange fæstemøller har afløftet fæsteforpligtelserne ved en kontant betaling til godset ved siden af landgildet.
Nogle gårde er i tidens løb blevet overdraget fra far til søn i såkaldt arvefæste, indfæstningen på møllen var som oftest meget dyrere, og de interesserede møllere var ofte folk, der havde penge, så arvefølgen var langt fra altid givet.
Møllerbørnene var ofte også frie af stavnsbåndet fra fødslen af og kunne søge til byen for at arbejde – det kunne man også opnå ved at få fripas ved at påtage sig en udvidet værnepligt. 
Mølleren skulle desuden betale skat til kongen. Møllen var sat i hartkorn efter søgningen til møllen, der var opdelt i en mølleskyld fx 3 td., 3 skp. hartkorn, og en jordskyld for ager og eng fx: 3 skp. 1 fd, 1 alb. takseret efter Kong Christian den 5.'s danske matrikel fra 1688 (Møllebogen).
Godset havde som bortfæster en pligt til at holde møllen ved magt og det var ofte her problemerne opstod – fristende var det derfor, hvis man kunne få en ny fæster til at påtage sig denne forpligtelse mod at yde en egen arbejdsindsats mod en nedsat fæsteafgift, men udsigten til, at det gik godt, var størst, hvis fæsteren havde møllebygger kundskaber.

## Næringsretsfordelene på de gamle (vand)møller
Til det at drive mølle hørte en række fordele;
- Møllerpriviliegiet sikrede mølleren ret til en fast indtægt på 1/18 af hver skæppe indleveret korn i kombination med et lovfæstet monopol, hvor enhver bonde i oplandet måtte søge godsets egen(ne) mølle(r).

- Den lokale kornforsyning lå på møllerne og i krisetider som fx i det misvækstår 1787 det eneste sted, hvor bønderne kunne få brød- og sædekorn på kredit. Der blev mange steder også drevet decideret møllekro i tilknytning til et landbageri og måske et bryggeri.

- Lejeindtægter fra indsiddere, der havde en lille lod jord til deres lejemål var også en del af forretningen. Nogle møller havde deciderede vævningsstuer, hvor de vævede klæder og stoffer til gods eller købstadsmarkedet. Det har også været en social forsorgsforanstaltning, idet man på den måde har holdt dem fri for at skulle søge sognets fattigkasse.

- Landbrug og græsningsindtægter ved de møller, der lå som opsamlingssteder for kreaturdrifter har vel også nogle steder været en indtægt.

- Jagt og fiskeri på jorden og møllevandet var forbeholdt herremanden, man ser dog aftaler om, at fx fiskeri fra ålekister skulle afregnes i form af en særlig landgilde til bortfæsteren.